# 1826 ve fotografii
Tento článek obsahuje významné fotografické události v roce 1826.

## Události
- Francouzský vynálezce fotografie Nicéphore Niépce vytvořil druhou nejstarší dosud dochovanou fotografii Pohled z okna v Le Gras. Vynálezce pořídil druhou ustálenou fotografii městské krajiny pomocí citlivého asfaltu. Cínová fotografická deska se v kameře obskuře exponovala 8 hodin. Je to první dochovaná světlu odolná fotografie – přímý pozitiv.

## Narození v roce 1826
- 28. ledna – Samuel McLaughlin, kanadský fotograf, redaktor a státní úředník původem z Irska († 26. srpna 1914)
- 8. března – William Notman, kanadský fotograf († 25. listopadu 1891)
- 25. března – Wilhelmina Lagerholm, švédská malířka a jedna z prvních profesionálních fotografek († 19. června 1917)
- 25. března – Eusebio Juliá, španělský fotograf († 5. ledna 1895)
- 1. května – Auguste-Rosalie Bisson, francouzský fotograf († 22. dubna 1900)
- 6. srpna – Daniel Georg Nyblin, norský fotograf a herec († 2. září 1910)
- 17. září – Claus Peter Knudsen, norský fotograf († 2. dubna 1896)
- 19. září – William James Harding, novozélandský fotograf († 13. května 1899)
- 4. listopadu – Charles Hugo, francouzský novinář, fotograf, druhý syn francouzského romanopisce Victora Huga a jeho manželky Adèly Foucherové († 13. března 1871)
- 11. listopadu – Elise Arnbergová švédská fotografka a malířka, známá svými miniaturními obrazy s portréty, pracovala s akvarelem, kvašem a křídou († 6. září 1891)
- ? – Caroline Beckerová, první profesionální fotografka ve Finsku s ateliérem ve Vyborgu († 1881)
- ? – Louis Amédée Mante, francouzský fotograf a vynálezce, portréty a akty žen ve východním stylu (1826–1913)
- ? – John Robert Parsons, irský fotograf († 1909)